# Districten van Liberia
De vijftien county's van Liberia zijn
opgedeeld in 68 districten. Deze staan hieronder alfabetisch
gegroepeerd per county. De districten zijn onderverdeeld in steden (city), townships en boroughs.

## Bomi
1. Dewoin
2. Klay
3. Mecca
4. Senjeh

## Bong
1. Fuamah
2. Jorquelleh
3. Kokoyah
4. Panta-Kpa
5. Salala
6. Sanayea
7. Suakoko
8. Zota

## Gbarpolu
1. Belleh
2. Bopolu
3. Bokomu
4. Kongba
5. Gbarma

## Grand Bassa
1. District 1
2. District 2
3. District 3
4. District 4
5. Owensgrove
6. St. John River

## Grand Cape Mount
1. Commonwealth
2. Garwula
3. Gola Konneh
4. Porkpa
5. Tewor

## Grand Gedeh
1. Gbarzon
2. Konobo
3. Tchien

## Grand Kru
1. Buah
2. Lower Kru Coast
3. Sasstown
4. Upper Kru Coast

## Lofa
1. Foya
2. Kolahun
3. Salayea
4. Vahun
5. Voinjama
6. Zorzor

## Margibi
1. Firestone
2. Gibi
3. Kakata
4. Mambah-Kaba

## Maryland
1. Barrobo
2. Pleebo/Sodeken

## Montserrado
1. Careysburg
2. Greater Monrovia
3. St. Paul River
4. Todee

## Nimba
1. Gbehlageh
2. Saclepea
3. Sanniquelleh
4. Tappita
5. Yarwein-Mehnsohnneh
6. Zoegeh

## River Cess
1. Morweh
2. Timbo

## River Gee
1. Gbeapo
2. Webbo

## Sinoe
1. Butaw
2. Dugbe River
3. Greenville
4. Jaedae Jaedepo
5. Juarzon
6. Kpayan
7. Pyneston